# François Chatel
François Chatel (* 1926; † 1982) war ein französischer Regisseur. Er ist der Vater von Philippe Chatel und Thibaut Chatel.
Er debütiert 1954 mit dem Krimi Lady Warner a disparu mit Jean-Pierre Aumont. Es folgt 1957 L’Ingénue de Madrid mit dem jungen Michel Piccoli. Mit Der Brief im Taxi verfilmt er 1962 mit Micheline Presle und Jean Rochefort einen Roman von Louise de Vilmorin. 1962 wird seine Verfilmung des Colette-Stückes Chéri mit Jean-Claude Brialy in der Titelrolle ein Erfolg. Serge Gainsbourg spielt in Chatels En passant par Paris und Louis de Funès’ Nichte Isabelle de Funès spielt neben Georges Claisse die Hauptrolle in François Chatels Les Dessous des cartes d’une partie de whist (1971). Mit Le château perdu liefert er ein Historiendrama mit Claude Jade als Louise de La Vallière, mit Le Scenario eine Jean-Anouilh-Verfilmung mit Jean Barney und Daniel Gélin. Chatel dreht weitere Verfilmungen von Theaterstücken wie Marivaux’ Les Acteurs de bonne foi mit Richard Berry und La Forêt des âmes. Seine letzte Arbeit ist 1981 die Serie Marie-Marie mit Danielle Darrieux.